# Bourseville
Bourseville és un municipi francès situat al departament del Somme i a la regió dels Alts de França. L'any 2007 tenia 719 habitants.

## Demografia

### Població
El 2007 la població de fet de Bourseville era de 719 persones. Hi havia 299 famílies de les quals 75 eren unipersonals (20 homes vivint sols i 55 dones vivint soles), 106 parelles sense fills, 102 parelles amb fills i 16 famílies monoparentals amb fills.
La població ha evolucionat segons el següent gràfic:
Habitants censats

### Habitatges
El 2007 hi havia 338 habitatges, 301 eren l'habitatge principal de la família, 16 eren segones residències i 21 estaven desocupats. 331 eren cases i 7 eren apartaments. Dels 301 habitatges principals, 235 estaven ocupats pels seus propietaris, 64 estaven llogats i ocupats pels llogaters i 2 estaven cedits a títol gratuït; 11 tenien dues cambres, 40 en tenien tres, 82 en tenien quatre i 167 en tenien cinc o més. 148 habitatges disposaven pel capbaix d'una plaça de pàrquing. A 118 habitatges hi havia un automòbil i a 141 n'hi havia dos o més.

### Piràmide de població
La piràmide de població per edats i sexe el 2009 era:
| Homes | Edats   | Dones |
| ----- | ------- | ----- |
| 0     | 95 o +  | 0     |
| 4     | 90 a 94 | 8     |
| 0     | 85 a 89 | 8     |
| 8     | 80 a 84 | 0     |
| 20    | 75 a 79 | 16    |
| 20    | 70 a 74 | 16    |
| 16    | 65 a 69 | 16    |
| 8     | 60 a 64 | 12    |
| 28    | 55 a 59 | 20    |
| 12    | 50 a 54 | 40    |
| 44    | 45 a 49 | 40    |
| 32    | 40 a 44 | 28    |
| 16    | 35 a 39 | 32    |
| 28    | 30 a 34 | 24    |
| 16    | 25 a 29 | 24    |
| 20    | 20 a 24 | 32    |
| 28    | 15 a 19 | 36    |
| 40    | 10 a 14 | 20    |
| 56    | 5 a 9   | 0     |
| 16    | 0 a 4   | 20    |

## Economia
El 2007 la població en edat de treballar era de 472 persones, 332 eren actives i 140 eren inactives. De les 332 persones actives 286 estaven ocupades (155 homes i 131 dones) i 46 estaven aturades (21 homes i 25 dones). De les 140 persones inactives 74 estaven jubilades, 30 estaven estudiant i 36 estaven classificades com a «altres inactius».

### Ingressos
El 2009 a Bourseville hi havia 313 unitats fiscals que integraven 746,5 persones, la mediana anual d'ingressos fiscals per persona era de 17.318 €.

### Activitats econòmiques
Dels 24 establiments que hi havia el 2007, 1 era d'una empresa extractiva, 1 d'una empresa alimentària, 1 d'una empresa de fabricació de material elèctric, 7 d'empreses de fabricació d'altres productes industrials, 2 d'empreses de construcció, 3 d'empreses de comerç i reparació d'automòbils, 1 d'una empresa de transport, 1 d'una empresa d'hostatgeria i restauració, 4 d'empreses de serveis, 1 d'una entitat de l'administració pública i 2 d'empreses classificades com a «altres activitats de serveis».
Dels 3 establiments de servei als particulars que hi havia el 2009, 2 eren lampisteries i 1 perruqueria.
L'únic establiment comercial que hi havia el 2009 era una carnisseria.
L'any 2000 a Bourseville hi havia 16 explotacions agrícoles que ocupaven un total de 666 hectàrees.

## Equipaments sanitaris i escolars
El 2009 hi havia una escola elemental.

## Poblacions més properes
El següent diagrama mostra les poblacions més properes.